# Zelandotipula celestissima
Zelandotipula celestissima är en tvåvingeart som först beskrevs av Alexander 1954.  Zelandotipula celestissima ingår i släktet Zelandotipula och familjen storharkrankar.
Artens utbredningsområde är Peru. Inga underarter finns listade i Catalogue of Life.